# And You Thought There Is Never a Girl Online?
And You Thought There Is Never a Girl Online? (ネトゲの嫁は女の子じゃないと思った？?, Netoge no yome wa onna no ko janai to omotta?, lett. "Pensavo che la mia moglie nel gioco online non fosse una ragazza?") è una serie di light novel scritta da Shibai Kineko e illustrata da Hisasi, edita da ASCII Media Works, sotto l'etichetta Dengeki Bunko, da luglio 2013 a dicembre 2023. Un adattamento manga è stato serializzato sul Dengeki G's Comic sempre di ASCII Media Works dal 30 agosto 2014 al 29 settembre 2018, mentre un adattamento anime, prodotto da Project No.9, è stato trasmesso in Giappone tra il 7 aprile e il 24 giugno 2016.

## Trama
Hideki Nishimura è un patito di giochi online rimasto traumatizzato da una vecchia storia d'amore finita male: il personaggio femminile per cui si era preso una cotta online si era rivelato essere nella realtà un uomo. Convintosi che il mondo videoludico e quello reale siano due cose diverse, Hideki continua a divertirsi online nei panni di Rusian, formando un party di quattro persone insieme al baldo Schwein, al benestante Apricot e alla svampita Ako. Dopo aver ceduto ai corteggiamenti di Ako ed averla sposata nel gioco, durante un incontro offline Hideki scoprirà però non solo che Schwein e Apricot sono una sua compagna di classe di nome Akane Segawa e la presidente del consiglio studentesco Kyō Goshōin, ma anche che Ako è davvero una ragazza: un'altra sua compagna di scuola di nome Ako Tamaki, incapace di distinguere la realtà dal gioco.

## Personaggi

I protagonisti Rusian e Ako

Hideki Nishimura (西村 英騎?, Nishimura Hideki) / Rusian (ルシアン?, Rushian)
Doppiato da: Toshiyuki Toyonaga
Il protagonista della serie. Appassionato del MMORPG Legendary Age, ha scelto la classe cavaliere. Nonostante il fatto non si fidi più dei personaggi femminili online a causa di una vecchia fiamma rivelatasi essere nella realtà un uomo di mezz'età, ha stretto amicizia con Ako sposandosi con lei nel gioco. Dopo averla incontrata dal vivo, inizia a provare davvero qualcosa nei suoi confronti.
Ako Tamaki (玉置 亜子?, Tamaki Ako) / Ako (アコ?)
Doppiata da: Rina Hidaka
Moglie di Rusian su Legendary Age, ha scelto la classe chierico. Affezionatasi a Rusian sin da quando le diede una mano appena iniziò a giocare, cominciò a seguirlo dappertutto da quel momento in poi dimostrando chiare tendenze da stalker. Di solito non distingue la realtà dal gioco, tanto che spesso chiama i suoi compagni di gilda con il loro nickname anche a scuola.
Akane Segawa (瀬川 茜?, Segawa Akane) / Schwein (シュヴァイン?, Shuvain)
Doppiata da: Inori Minase (realtà), Masaya Matsukaze (online)
Una compagna di classe e di gilda di Rusian che ha scelto come nickname la parola "maiale" in tedesco senza saperne il significato. Pur essendo lei stessa un'otaku, pretende di disprezzarli facendo di tutto per sembrare una persona normale. Il suo personaggio nel gioco è un cavaliere di sesso maschile.
Kyō Goshōin (御聖院 杏?, Goshōin Kyō) / Apricot (アプリコット?, Apurikotto)
Doppiata da: Mao Ichimichi (realtà), Wataru Hatano (online)
Giocatrice premium di Legendary Age, è la leader degli Alley Cats, la gilda di Rusian. Figlia del preside nonché presidente del consiglio studentesco, sfrutta la sua posizione per aprire un club dove poter giocare assieme ai suoi unici tre amici anche a scuola. Il suo personaggio nel gioco è un mago di sesso maschile.
Nanako Akiyama (秋山 奈々子?, Akiyama Nanako) / Sette (セッテ?)
Doppiata da: Hitomi Ōwada
Un'amica di Akane che, incuriositasi per il suo comportamento strano, scopre le sue tendenze da otaku. Pur promettendole di mantenere il segreto, inizia a giocare poco dopo anche lei a Legendary Age, imbattendosi casualmente in Rusian e facendosi aiutare da lui con le meccaniche base del gioco.
Yui Saitō (斉藤 結衣?, Saitō Yui) / Nekohime (猫姫?)
Doppiata da: Yoshino Nanjō
Un'insegnante di Rusian che si rivela essere il personaggio femminile che lo aveva rifiutato su Legendary Age con la scusa di essere un uomo. Scoperto il suo segreto, viene costretta da Kyō a fare da supervisore al suo club.

## Media

### Light novel
La serie di light novel è stata scritta da Shibai Kineko con le illustrazioni di Hisasi. Il primo volume è stato pubblicato da ASCII Media Works, sotto l'etichetta Dengeki Bunko, il 10 luglio 2013; la serie si è conclusa l'8 dicembre 2023 con un totale di ventitré volumi.
| Lv. | Data di prima pubblicazione | Data di prima pubblicazione | Data di prima pubblicazione |
| Lv. | Giapponese                  | Giapponese                  |                             |
| --- | --------------------------- | --------------------------- | --------------------------- |
| 1   | 10 luglio 2013              | ISBN 978-4-04-891799-5      |                             |
| 2   | 10 ottobre 2013             | ISBN 978-4-04-866030-3      |                             |
| 3   | 8 febbraio 2014             | ISBN 978-4-04-866332-8      |                             |
| 4   | 10 maggio 2014              | ISBN 978-4-04-866572-8      |                             |
| 5   | 9 agosto 2014               | ISBN 978-4-04-866780-7      |                             |
| 6   | 10 dicembre 2014            | ISBN 978-4-04-869090-4      |                             |
| 7   | 10 aprile 2015              | ISBN 978-4-04-865065-6      |                             |
| 8   | 8 agosto 2015               | ISBN 978-4-04-865340-4      |                             |
| 9   | 10 dicembre 2015            | ISBN 978-4-04-865587-3      |                             |
| 10  | 9 aprile 2016               | ISBN 978-4-04-865914-7      |                             |
| 11  | 10 giugno 2016              | ISBN 978-4-04-865956-7      |                             |
| 12  | 8 ottobre 2016              | ISBN 978-4-04-892452-8      |                             |
| 13  | 10 febbraio 2017            | ISBN 978-4-04-892664-5      |                             |
| 14  | 9 giugno 2017               | ISBN 978-4-04-892952-3      |                             |
| 15  | 7 ottobre 2017              | ISBN 978-4-04-893401-5      |                             |
| 16  | 10 febbraio 2018            | ISBN 978-4-04-893615-6      |                             |
| 17  | 9 giugno 2018               | ISBN 978-4-04-893900-3      |                             |
| 18  | 10 novembre 2018            | ISBN 978-4-04-912098-1      |                             |
| 19  | 10 aprile 2019              | ISBN 978-4-04-912460-6      |                             |
| 20  | 10 settembre 2019           | ISBN 978-4-04-912799-7      |                             |
| 21  | 10 aprile 2020              | ISBN 978-4-04-913182-6      |                             |
| 22  | 10 novembre 2023            | ISBN 978-4-04-913582-4      |                             |
| 23  | 8 dicembre 2023             | ISBN 978-4-04-915142-8      |                             |

### Manga
Un adattamento manga, scritto da Kineko e disegnato da Kazui Ishigami, è stato serializzato sulla rivista Dengeki G's Comic di ASCII Media Works dal 30 agosto 2014 al 29 settembre 2018. Otto volumi tankōbon sono stati pubblicati tra il 10 marzo 2015 e il 10 novembre 2018.

#### Volumi
| Lv. | Data di prima pubblicazione | Data di prima pubblicazione | Data di prima pubblicazione |
| Lv. | Giapponese                  | Giapponese                  |                             |
| --- | --------------------------- | --------------------------- | --------------------------- |
| 1   | 10 marzo 2015               | ISBN 978-4-04-869365-3      |                             |
| 2   | 10 ottobre 2015             | ISBN 978-4-04-865470-8      |                             |
| 3   | 9 aprile 2016               | ISBN 978-4-04-865918-5      |                             |
| 4   | 10 giugno 2016              | ISBN 978-4-04-865919-2      |                             |
| 5   | 10 febbraio 2017            | ISBN 978-4-04-892703-1      |                             |
| 6   | 10 ottobre 2017             | ISBN 978-4-04-893352-0      |                             |
| 7   | 10 marzo 2018               | ISBN 978-4-04-893731-3      |                             |
| 8   | 10 novembre 2018            | ISBN 978-4-04-912183-4      |                             |

### Anime
Annunciato il 4 ottobre 2015 a un festival di Dengeki Bunko, un adattamento anime, prodotto da Project No.9 e diretto da Shinsuke Yanagi, è andato in onda dal 7 aprile al 24 giugno 2016. Le sigle di apertura e chiusura sono rispettivamente 1st Love Story delle Luce Twinkle Wink e Zero ichi kiseki (ゼロイチキセキ?) di Yoshino Nanjō. In America del Nord i diritti sono stati acquistati da Funimation e in varie parti del mondo gli episodi sono stati trasmessi in streaming da agosto 2017 da Crunchyroll.

#### Episodi
| Nº | Titolo italiano (traduzione letterale) Giapponese 「Kanji」 - Rōmaji                                                                                       | In onda        | In onda |
| Nº | Titolo italiano (traduzione letterale) Giapponese 「Kanji」 - Rōmaji                                                                                       | Giapponese     |         |
| 1  | Pensavo che la mia moglie nel gioco online non fosse una ragazza? 「ネトゲの嫁は女の子じゃないと思った？」 - Netoge no yome wa onna no ko janai to omotta? | 7 aprile 2016  |         |
| 2  | Pensavo che a scuola non si potesse giocare ai giochi online? 「学校じゃネトゲはできないと思った？」 - Gakkō ja netoge wa dekinai to omotta?               | 14 aprile 2016 |         |
| 3  | Pensavo che i giochi online e la realtà fossero due cose diverse? 「ネトゲとリアルは違うと思った？」 - Netoge to riaru wa chigau to omotta?                | 21 aprile 2016 |         |
| 4  | Pensavo che il suo segreto non fosse venuto a galla? 「あの子の秘密がバレないと思った？」 - Ano ko no himitsu ga bare nai to omotta?                       | 28 aprile 2016 |         |
| 5  | Pensavo che una volta reincarnati si avesse un'altra possibilità? 「転生すればワンチャンあると思った？」 - Tensei sureba wanchan aru to omotta?            | 5 maggio 2016  |         |
| 6  | Pensavo che se mi fossi dichiarato avrei avuto successo? 「告白したら成功確定だと思った？」 - Kokuhaku shitara seikō kakutei da to omotta?                 | 12 maggio 2016 |         |
| 7  | Pensavo che andando al mare sarei diventato una persona normale? 「海に行ったらリア充になれると思った？」 - Umi ni ittara riajū ni nareru to omotta?       | 19 maggio 2016 |         |
| 8  | Pensavo di aver rinunciato a essere un marito online? 「ネトゲの旦那を諦めると思った？」 - Netoge no danna o akirameru to omotta?                          | 26 maggio 2016 |         |
| 9  | Pensavo che passando la notte insieme saremmo diventate più unite? 「お泊まりしたら仲良くなれると思った？」 - Otomari shitara nakayoku nareru to omotta?   | 3 giugno 2016  |         |
| 10 | Pensavo che durante il festival culturale avremmo dato del nostro meglio? 「文化祭なら頑張ると思った？」 - Bunkasai nara ganbaru to omotta?                | 10 giugno 2016 |         |
| 11 | Pensavo che affidandoci ad altri avremmo vinto? 「他人任せで勝てると思った？」 - Taninmakase de kateru to omotta?                                          | 17 giugno 2016 |         |
| 12 | La mia moglie nel gioco online è una ragazza! 「ネトゲの嫁は女の子なんですよ！」 - Netoge no yome wa onna no ko nan desu yo!                               | 24 giugno 2016 |         |